# 프란체스코 마리아 그리말디

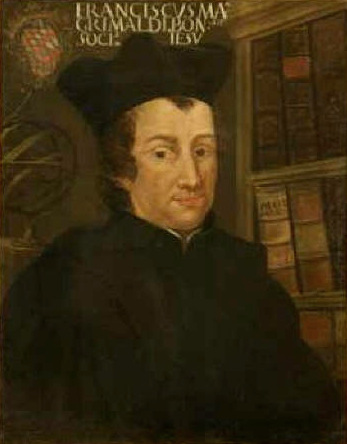
프란체스코 마리아 그리말디

프란체스코 마리아 그리말디(언어 오류(it○francesco maria grimaldi): {{{2}}}, 1618년 4월 2일 ~ 1663년 12월 28일)는 이탈리아의 물리학자이자 수학자이자 천문학자다.
1618년 4월 2일 이탈리아 볼로냐에서 태어났으며 제수이트 교단(예수회) 소속 수도사가 되었다. 볼로냐 대학교를 졸업하고 그는 모교 볼로냐 대학교에서 철학ㆍ신학ㆍ기하학ㆍ천문학ㆍ수사학 등을 가르쳤다. 동료 천문학자였던 조반니 바티스타 리치올리와 함께 달의 지도를 작성하였다.
그는 <빛의 수리 물리학>에서 프리즘에 의한 빛의 스펙트럼에 대해 처음으로 논하였다. 빛의 회절 현상·빛의 간섭·분산 등을 연구했으며, 빛의 파동 이론을 처음으로 생각해 냈다.
사후에 출간된 <빛에 대하여>에서 그는 빛의 회절ㆍ간섭에 대한 관찰결과를 보고하기도 하였다.